# 竺僧朗
竺 僧朗（じく そうろう、生没年不詳）は、中国で4世紀に活躍した僧。

## 生涯
京兆（陝西省西安市）の出身。一説に、天水郡冀県（甘粛省天水市甘谷県）の人という。俗姓は李氏。
若い時に関中地方で格義仏教を講じていたが、その後、鄴（河北省邯鄲市臨漳県）に出て、仏図澄に師事した。その元で戒律を学び、師が没し、後趙が滅んで以後、351年に泰山の金輿谷に住した。彼の所住の谷を、以後、朗公谷と呼ぶようになり、その住寺は、後世、神通寺と称した。
僧朗は、仏典以外にも、『周易』や占術にも通暁していたため、前秦の苻堅や北魏の道武帝、東晋の孝武帝らの覇者に、あるいは出仕を求められ、あるいは莫大な施物を贈られた。南燕の慕容徳が泰山一帯を支配下に置いた時には、僧朗を東斉王に封じ、奉高県・山茌県の2県を与え、国師として遇した。

## 伝記資料
- 『高僧伝』巻5
- 宮川尚志「晋の泰山竺僧朗の事蹟」（『東洋史研究』3-3）